# Мошенка (Тверская область)
Мошенка — деревня в Осташковском районе Тверской области. Административный центр Мошенского сельского поселения.

## География
Деревня расположена на берегу реки Мшена. Расстояние до районного центра, города Осташков, 40 км.

## Население
| 2008 | 2010 |
| ---- | ---- |
| 212  | ↘145 |

По данным Всероссийской переписи, в 2010 году численность населения деревни составляла 145 человек (71 мужчина и 74 женщины).

## Улицы
Уличная сеть деревни состоит из 7 улиц и 1 переулка.